# Svensk uppslagsbok
Svensk uppslagsbok er en svensk encyklopædi, der blev udgivet mellem 1929 og 1955 i to udgaver.

## Første udgave
Den første udgave blev startet i 1929 af Baltiska förlaget AB, men udgivelsen blev overtaget af Svensk uppslagsbok AB i 1931. Denne udgave bestod af 30 bind og et supplementsbind, der var færdige i 1937. Artiklerne i Svensk uppslagsbok blev skrevet af subject matter experts.
Det konkurrerede med Nordisk familjebok i den tredje, forkortede udgave (1923–1937), og forsøgte at være billigere og derved lettere tilgængelig for et bredere publikum.

## Anden udgave
Anden udgave var en fuldstændig revideret udgav, der blev udgivet mellem 1947 og 1955, og bestod af 32 bind. Udgiveren, Svensk uppslagsbok AB fik navnet Förlagshuset Norden AB i 1945.
I resten af 1950'erne og frem til begyndelsen af 1970'erne blev der kun påbegyndt mindre svenske encyklopædi-projekter. Den anden udgave af Svensk uppslagsbok forblev således den mest udgivne store encyklopædi på svensk frem til første udgave af Bra böckers lexikon der udkom fra 1973–1981, og størrelsen blev først overgået med Nationalencyklopedin der udkom fra 1989–1996.